# گل‌سرخی‌نما
گل‌سرخی‌نما (نام علمی: Pereskiopsis) نام یک سرده از زیرخانواده انجیری‌واران است.